# 道の駅知床・らうす
道の駅知床・らうす（みちのえき しれとこらうす）は、北海道目梨郡羅臼町にある道の駅である。晴れた日には、この駅から国後島が見えることがある。

## 主な施設
- 駐車場
  - 普通車：25台
  - 大型車：3台
  - 身障者用 : 2台
- トイレ（いずれも24時間利用可能）
  - 男：大 2器、小 8器
  - 女：5器
  - 身障者用：1器
- 公衆電話：1台
- 観光案内所
- 物産コーナー
※売店 1の営業時間は、8:00 - 18:00（5月 - 10月）、8:30 - 17:00（11月 - 4月）
※売店 2の営業時間は、9:00 - 18:00
- レストラン ※営業時間は、11:00 - 20:00
- 食堂

## 休館日
- 年末年始
- 不定休（レストラン）
- 毎週火曜日（11月 - 4月）（売店 1）
- 毎週日曜日（11月 - 4月）（売店 2）

## アクセス
- 国道335号

## 周辺
- 羅臼川
- 羅臼漁港
- 羅臼温泉
- 知床峠
- セセキ温泉
- 相泊温泉